# William Haines
Charles William Haines (ur. 2 stycznia 1900 w Staunton, zm. 23 grudnia 1973 w Santa Monica) – amerykański aktor filmowy i architekt wnętrz. Gwiazda filmowa ery kina niemego.
8 lutego 1960 otrzymał własną gwiazdę w Alei Gwiazd w Los Angeles znajdującą się przy 7012 Hollywood Boulevard.

## Życiorys
Urodził się w Staunton w stanie Wirginia jako syn Laury Virginii Matthews Haines i George’a Adama Hainesa Seniora. Miał dwie siostry – Lillion Juliet (1902–1993) i Ann Fowkes (1906–1986) oraz dwóch braci – George’a Adama Juniora (1908–1999) i Henry’ego Calixte’a (1917–2011).
Był gwiazdą ery kina niemego lat 20. i 30. XX wieku, a także największą atrakcją kasową 1930. Był pierwszym hollywoodzkim aktorem, który żył otwarcie jako osoba homoseksualna. W latach 20. miał romans z wówczas jeszcze mało znanym aktorem Clarkiem Gable’em. By uniknął problemów w związku z jego orientacją seksualną, wytwórnia MGM chciała zaangażować jego ślub z Polą Negri. W 1926 związał się z Jamesem Fickeisenem „Jimmie’em” Shieldsem, który był jego partnerem aż do jego śmierci. Po odmowie udawania heteroseksualisty przed szefami studia jego kariera aktorska dobiegła końca w latach 30. Jego drugim talentem było projektowanie i rozpoczął karierę jako projektant wnętrz dla elity Hollywood, a jego klientami byli: Joan Crawford, Gloria Swanson, Carole Lombard, Marion Davies, George Cukor, Jack L. Warner, Ronald i Nancy Reagan, Constance Bennett, Douglas Fairbanks Jr., Franchot Tone, Claudette Colbert, Leila Hyams, Lionel Barrymore, Tallulah Bankhead, Frank Sinatra, George Burns, Barbara Stanwyck i William Powell.

## Wybrana filmografia
- 1925: Wieża kłamstw jako August
- 1929: A Man’s Man jako Mel
- 1929: Hollywood Revue – w roli samego siebie